# Calamagrostis sachalinensis
Calamagrostis sachalinensis är en gräsart som beskrevs av Friedrich Schmidt. Calamagrostis sachalinensis ingår i släktet rör, och familjen gräs. Inga underarter finns listade i Catalogue of Life.